# Labermühle
Labermühle (auch „Laabermühle“) ist ein Gemeindeteil der Gemeinde Deining im Landkreis Neumarkt in der Oberpfalz.

## Lage
Der Weiler liegt im Oberpfälzer Jura am Mühlbach, der bald nach dem Ort in die von Osten kommende Unterbürger Laber mündet, die hier ihren Lauf in Richtung Süden zur Altmühl hin ändert.

## Geschichte
In einem Visitationsbericht von 1480 ist die bei der Labermühle befindliche St.-Ulrichs-Kapelle erstmals urkundlich fassbar; sie gehörte dem jeweiligen Müller der Labermühle, die mit der Pfarrei Waltersberg zum Kloster Bergen gehörte, bis Pfalzgraf Ottheinrich die Klosterpropstei Waltersberg gegen die Hofmark Gaimersheim eintauschte. 1554 führte die Kurpfalz für die Pfarrei Waltersberg und damit auch für die Labermühle die Reformation ein, 1627 erfolgte die Gegenreformation. Nach dem Salbuch von 1556 des Kastens Waltersberg, vom Pfalzgraf im Zuge der Aufhebung des Klosters in Neuburg an der Donau errichtet, gehörte auch die Labermühle niedergerichtlich zu dem pfalz-neuburgischen Pflegamt Holnstein. Hochgerichtlich unterstand sie dem kurfürstlichen Schultheißenamt Neumarkt. Die Einkünfte des Kastens Waltersberg kamen dem Neuburger Studienseminar zugute, bis dieses 1796 seine Güter an den bayerischen Kurfürsten verkaufte.
Im Königreich Bayern wurde das Steuerdistrikt Waltersberg im Landgericht Neumarkt in der Oberpfalz gebildet, dem auch die Labermühle zugeordnet war. Mit dem Gemeindeedikt von 1818 wurde die Ruralgemeinde Waltersberg geformt, bestehend aus dem Pfarrdorf Waltersberg, der Bäckermühle, der Kreismühle, der Labermühle, der Sippelmühle und dem Weiler Sternberg; um 1870 kam noch das Bahnwärterhaus Nr. 44 hinzu. Sämtliche Orte unterstanden 1820 bis 1848 der Patrimonialgerichtsbarkeit der Herrschaft Holnstein.
Die Gemeinde Waltersberg kam am 9. Oktober 1827 vom Landgericht Neumarkt zum Landgericht und Rentamt Beilngries. 1836 heißt es im Repertorium des Atlasblattes Neumarkt, dass die Mühle aus zwei Häusern und 1 Kapelle besteht und zwei Mahlgänge hat. Wie üblich, betrieb der Müller auch Landwirtschaft; so gehörten 1875 zur Mühle sieben Pferde und 16 Stück Rindvieh. Während des Baus der Eisenbahnstrecke Neumarkt – Regensburg waren in den 1870er Jahren zahlreiche Arbeiter in den fünf Gebäuden der Mühle untergebracht; auch in den ersten Jahren nach dem Zweiten Weltkrieg wohnten vorübergehend mehr als doppelt so viele Personen als üblich in der Mühle, nämlich Flüchtlinge und Heimatvertriebene. Die von einem mittelschlächtigen Mühlrad angetriebene Getreidemühle war bereits „viele Jahre“ vor dem Zweiten Weltkrieg stillgelegt worden.
Bei der Aufhebung des Landkreises Beilngries im Zuge der Gebietsreform in Bayern wurde die Gemeinde Waltersberg aufgelöst, und die Labermühle wurde am 1. Mai 1978 nach Deining im Landkreis Neumarkt in der Oberpfalz eingemeindet.

### Einwohnerentwicklung
- 1830: 04 (1 Anwesen)[7]
- 1871: 16 (5 Gebäude)[9]
- 1900: 17 (4 Wohngebäude)[11]
- 1938: 18 (3 Hausnummern)[12]
- 1950: 37 (3 Wohngebäude)[7]
- 1970: 13[13]
- 1987: 07 (3 Wohngebäude, 3 Wohnungen)[14]

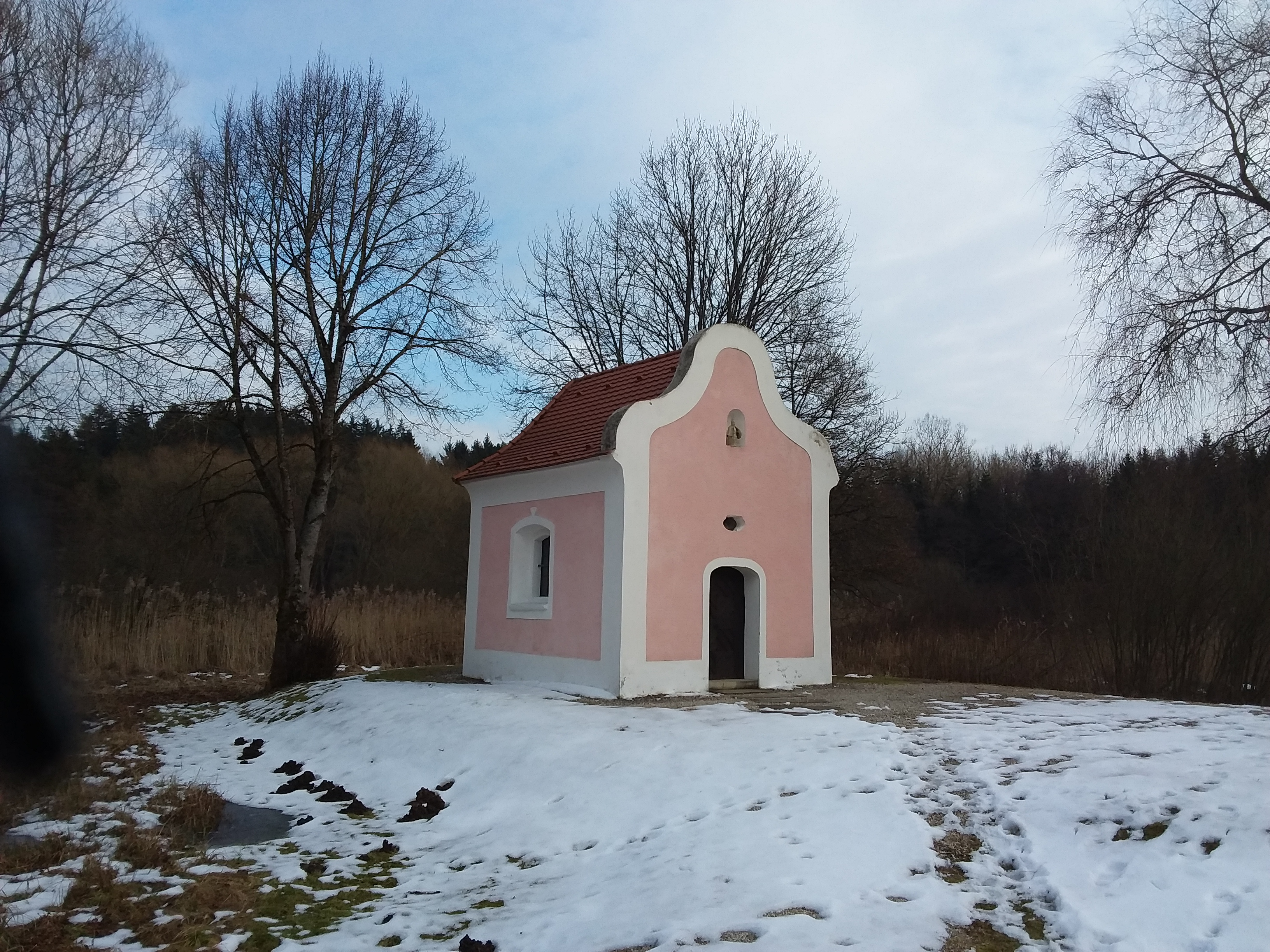
Kapelle St. Ulrich

### Kapelle St. Ulrich
Etwa 100 m östlich der Mühle führt ein Weg mit einem Steg über die Laber zu der 150 m südlich auf einem wenig erhöhten Platz stehenden katholischen Kapelle St. Ulrich, die früher dem jeweiligen Müller der Labermühle gehörte und heute dem Bayerischen Staat gehört. 1627/29 galt die Kapelle als „demoliert“. Sie wurde 1773 vom Müller Sippl auf der Labermühle neu erbaut; bei der Aushebung des Grundes wurden „eiserne Pferde, Kühe, Schweine“ gefunden, Votivgaben der Vorgängerkapelle, die als Wallfahrtskapelle genutzt wurde. Am 4. Juli 1793 wurde der Neubau geweiht und erhielt Zelebrationsrecht. 1930 kam der Altar nach Schloss Hirschberg, und die Kapelle wurden wegen „Mißständen“ aufgelassen. 2003 bis 2005 wurde die Kapelle mit staatlichen Mitteln generalsaniert, und 2015 kam der Altar zurück. Sie gilt als Baudenkmal.

## Verkehrsanbindung
Labermühle liegt an der Staatsstraße 2220 zwischen Deining-Bahnhof im Westen und der Straußmühle im Norden.